# Єрмачков Іван Миколайович
Іван Миколайович Єрмачков (нар. 8 червня 2005, Україна) — український футболіст, центральний захисник бременського «Вердера II», який виступає в оренді за «Вікторію 1889». Гравець юнацької збірної України U-20.

## Клубна кар'єра
У ДЮФЛУ з 2019 по 2022 рік виступав за вишгородський «Діназ» та ковалівський «Колос».
18 серпня 2022 року, у зв'язку з повномасштабним вторгнення російських військ на територію Україну, перейшов до академії німецького «Вупперталера». В юнацькій (U-19) Бундеслізі дебютував 13 серпня 2023 року в програному (0:3) домашньому поєдинку 1-го туру зони «Захід» проти «Кельна». Іван вийшов на поле на 67-й хвилині замість Егзона-Байрама Зенделі. Першим голом за команду відзначився 7 квітня 2024 року на 47-й хвилині програного (3:8) домашнього поєдинку 21-го туру юнацької (U-19) Бундесліги проти «Падеборна». Єрмачков вийшов на поле в стартовому складі та відіграв увесь матч, а на 73-й хвилині отримав жовту картку. У сезоні 2023/24 років зіграв 20 матчів та відзначився 2-ма голами в Бундеслізі U-19.
29 травня 2024 року підписав 2-річний контракт з можливістю продовження ще на один рік з «Вердером», але одразу ж був переведений до резервної команди «музикантів». Вперше до заявки «Вердера II» потрапив 3 серпня 2024 року на нічийний (1:1) домашній поєдинок 2-го туру Регіоналліги «Північ» проти «Айнтрахта» (Нордерштедт), але просидів усі 90 хвилин на лаві запасних. До завершення першої частини сезону 2024/25 років 8 разів потрапляв до заявки резервної команди «Вердера» на матчі Регіоналліги, але в жодному з них так і не зіграв. Наприкінці серпня 2024 року у ЗМІ з'явилася інформація про зацікавленість до молодого центрального захисника з боку київського «Динамо», але до переходу справа так і не дійшла.
14 січня 2025 року перейшов в оренду до «Вікторії 1889», яка розрахована до завершення сезону 2024/25. У футболці берлінського клубу дебютував 9 березня 2025 року в програному (1:2) домашньому поєдинку 25-го туру Регіоналліги «Північний-Схід» проти «Герти II». Іван вийшов на поле в стартовому складі та відіграв увесь матч, а на 32-й хвилині отримав жовту картку. Першим голом у футболці «Вікторії» відзначився 28 березня 2025 року на 76-й хвилині переможного (4:2) домашнього поєдинку 27-го туру Регіоналліги «Північний-Схід» проти «Карл Цейс». Єрмачков вийшов на поле та відіграв увесь матч, а на 64-й хвилині отримав жовту картку.

## Кар'єра в збірній України
У складі юнацької збірної України U-19 дебютував 15 листопада 2023 року в переможному (3:1) матчі 7-ї групи кваліфікації юнацького (U-19) чемпіонату Європи проти збірної Мальти. Іван вийшов на поле на 86-й хвилині замість Віталія Михайліва. Дебютним голом за Україну на міжнародному рівні відзначився 21 листопада 2023 року на 30-й хвилині переможного (4:0) поєдинку кваліфікації чемпіонату Європи U-19 проти Словаччини. Єрмачков вийшов на поле в стартовому складі, а на 73-й хвилині його замінив Євгеній Микитюк. У складі збірної U-19 зіграв 3 матчі (1 гол) у кваліфікації юнацького (U-19) чемпіонату Європи та 3 товариські матчі. Був включений до заявки збірної на фінальну частину чемпіонату Європи U-19, на якому Україна пробилася до півфіналу, але на поле не виходив.
Вперше до заявки молодіжної збірної України потрапив 11 жовтня 2024 року на програний (1:2) виїзний поєдинок групи F кваліфікації молодіжного чемпіонату Європи проти збірної Англії, але просидів усі 90 хвилин на лаві запасних.
У складі юнацької збірної України U-20 дебютував 22 березня 2025 року в переможному (1:0) товариському домашньому поєдинку проти молодіжної збірної Північної Ірландії. Іван вийшов на поле на 61-й хвилині замість Миколи Киричка. Загалом у березні 2025 року провів 2 поєдинки за команду U-20.